# Liste der Monuments historiques in Pommard
Die Liste der Monuments historiques in Pommard führt die Monuments historiques in der französischen Gemeinde Pommard auf.

## Liste der Immobilien
| Bezeichnung                   | Beschreibung                  | Standort                 | Kennzeichnung | Schutzstatus | Datum | Bild           |
| ----------------------------- | ----------------------------- | ------------------------ | ------------- | ------------ | ----- | -------------- |
| Kirche St-Pierre-et-Ste-Agnes | zwischen 1753 und 1757 erbaut | Place de l’Eglise (Lage) | PA00112590    | Inscrit      | 1976  | weitere Bilder |

## Liste der Objekte
| Bezeichnung                                                                      | Beschreibung                                                                                 | Standort                                    | Kennzeichnung | Schutzstatus | Datum | Bild |
| -------------------------------------------------------------------------------- | -------------------------------------------------------------------------------------------- | ------------------------------------------- | ------------- | ------------ | ----- | ---- |
| Gemälde Die Gottesmutter zwischen der heiligen Klara und dem heiligen Franziskus | Ölfarbe auf Leinwand, 17. Jahrhundert                                                        | in der Kirche St-Pierre-et-Ste-Agnes (Lage) | PM21001739    | Classé       | 1988  |      |
| Gemälde Märtyrer mit Kind                                                        | Ölfarbe auf Leinwand, 17. Jahrhundert                                                        | in der Kirche St-Pierre-et-Ste-Agnes (Lage) | PM21001740    | Classé       | 1988  |      |
| Kruzifix                                                                         | Holz, farbig gefasst, 15. Jahrhundert                                                        | in der Kirche St-Pierre-et-Ste-Agnes (Lage) | PM21001741    | Classé       | 1988  |      |
| Skulptur Erzengel Michael                                                        | Kalkstein, 16. Jahrhundert                                                                   | in der Kirche St-Pierre-et-Ste-Agnes (Lage) | PM21001742    | Classé       | 1988  |      |
| Gemälde Madonna mit Kind                                                         | Ölfarbe auf Leinwand, 17. oder 18. Jahrhundert; nach Raffael                                 | in der Kirche St-Pierre-et-Ste-Agnes (Lage) | PM21001743    | Classé       | 1988  |      |
| Gemälde Madonna mit Schwert                                                      | Ölfarbe auf Leinwand, ehemals auf Eichenholz, erste Hälfte des 16. Jahrhunderts              | in der Kirche St-Pierre-et-Ste-Agnes (Lage) | PM21001744    | Classé       | 1901  |      |
| Gemälde Petrus empfängt die Schlüssel                                            | Ölfarbe auf Leinwand, zweite Hälfte des 16. Jahrhunderts, aus der Schule von Charles Le Brun | in der Kirche St-Pierre-et-Ste-Agnes (Lage) | PM21001746    | Classé       | 1976  |      |
| Gemälde Allegorie des Winters                                                    | Ölfarbe auf Leinwand, 17. Jahrhundert                                                        | in der Kirche St-Pierre-et-Ste-Agnes (Lage) | PM21001747    | Classé       | 1976  |      |
| Gemälde Anbetung der Hirten                                                      | Ölfarbe auf Leinwand, 17. Jahrhundert, Erasmus Quellinus II. zugeschrieben                   | in der Kirche St-Pierre-et-Ste-Agnes (Lage) | PM21001748    | Classé       | 1976  |      |
| Gemälde Grablegung                                                               | Ölfarbe auf Leinwand, 17. Jahrhundert, Michel Corneille zugeschrieben                        | in der Kirche St-Pierre-et-Ste-Agnes (Lage) | PM21001749    | Classé       | 1976  |      |
| Zwei Seitenaltäre mit ihren Altarbildern                                         | Holz, farbig gefasst, Ölfarbe auf Leinwand, bezeichnet 1757 und 1760                         | in der Kirche St-Pierre-et-Ste-Agnes (Lage) | PM21002617    | Classé       | 1989  |      |
| Kommunionbank                                                                    | Schmiedeeisen, bezeichnet 1804                                                               | in der Kirche St-Pierre-et-Ste-Agnes (Lage) | PM21002618    | Classé       | 1989  |      |
| Skulptur eines Bischofs                                                          | Kalkstein, farbig gefasst, 15. Jahrhundert                                                   | in der Kirche St-Pierre-et-Ste-Agnes (Lage) | PM21002628    | Classé       | 1991  |      |
| Gemälde Christus am Ölberg                                                       | Ölfarbe auf Leinwand, 17. Jahrhundert                                                        | in der Kirche St-Pierre-et-Ste-Agnes (Lage) | PM21003792    | Inscrit      | 1981  |      |
| Gemälde Ecce homo                                                                | Ölfarbe auf Leinwand, 17. Jahrhundert                                                        | in der Kirche St-Pierre-et-Ste-Agnes (Lage) | PM21003793    | Inscrit      | 1981  |      |
| Zwei Skulpturen: Heiliger Theobald und heiliger Vinzenz                          | Holz, farbig gefasst, 17. oder 18. Jahrhundert                                               | in der Kirche St-Pierre-et-Ste-Agnes (Lage) | PM21003794    | Inscrit      | 1981  |      |
| Gemälde Mariä Himmelfahrt                                                        | Ölfarbe auf Leinwand, 17. Jahrhundert                                                        | in der Kirche St-Pierre-et-Ste-Agnes (Lage) | PM21003833    | Inscrit      | 1988  |      |
| Kanzel                                                                           | Holz, datiert 1866                                                                           | in der Kirche St-Pierre-et-Ste-Agnes (Lage) | PM21004160    | Inscrit      | 1995  |      |
| Glocke                                                                           | Bronze, 1596 gegossen                                                                        | in der Kirche St-Pierre-et-Ste-Agnes (Lage) | PM21001745    | Classé       | 1943  |      |